# فانوس

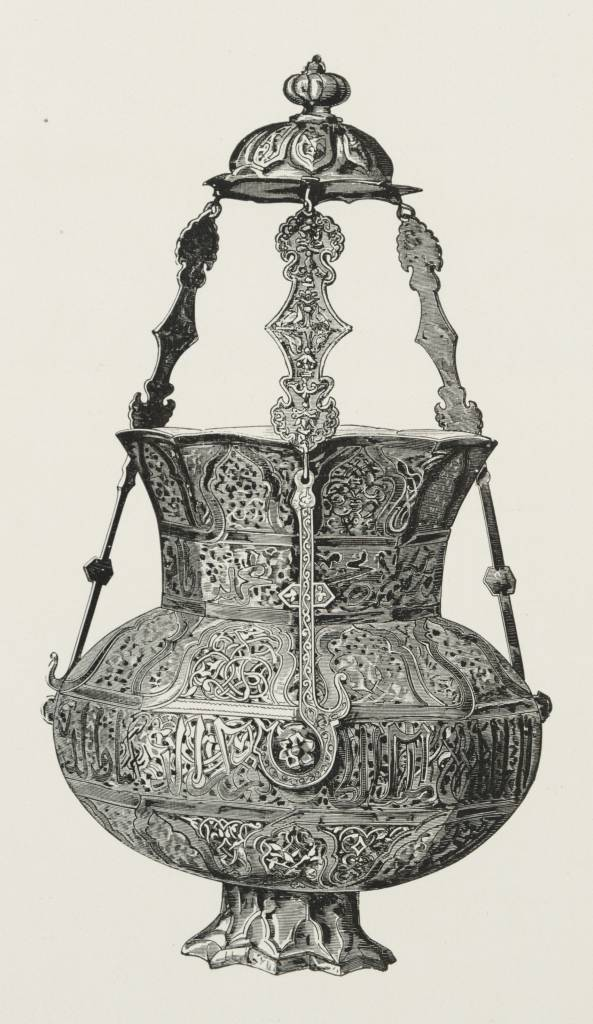
فانوس من مسجد مصري 1878م.

فانوس أو مصباح يعمل على النفط

الفانوس (الجمع: فَوَانِيس) أو الفنر هو مصباح أو مشعل يستضاء به، ويوضع داخل غطاء يحميه من الهواء والغبار والمطر. يستمد الضوء من بطاريات كهربائية أو غاز الأسيتيلين أو البنزين أو الكيروسين. ويمكن حمل بعض أنواع الفوانيس من مكان لآخر. ويستعمل الفانوس في السفن، كما يستخدم في القطارات كإشارات تحذير في مناطق تقاطع خطوط السكة الحديدية، كما يستعمل أيضًا لأغراض الزينة.

## التأثيل
أصل كلمة الفانوس من اليونانية «fanos» وتعني المُنير ومرادفه العربي المِصباح أو بالأحرى المِشعَل.